# Cosmoscarta thalia
Cosmoscarta thalia är en insektsart som först beskrevs av Carl Stål 1861.  Cosmoscarta thalia ingår i släktet Cosmoscarta och familjen spottstritar. Inga underarter finns listade i Catalogue of Life.